# Salvador Carrillo
Salvador Carrillo Olivas (* 12. Juli 1949 in Mexiko; † 1. November 2023), auch bekannt unter dem Spitznamen El Chava, war ein mexikanischer Fußballspieler, der vorwiegend im Mittelfeld agierte.

## Laufbahn
Carrillo stand von 1969 bis 1973 beim Club León unter Vertrag, mit dem er in den Spielzeiten 1970/71 und 1971/72 zweimal in Folge den mexikanischen Pokalwettbewerb und den Supercup gewann und in der darauffolgenden Saison 1972/73 Vizemeister der mexikanischen Liga wurde.
1973 wechselte er zum Stadtrivalen Unión de Curtidores, dem er bis 1975 angehörte. Die nächsten drei Jahre verbrachte er bei Atlético Potosino, bevor er im Sommer 1978 zum damals aktuellen Meister UANL Tigres stieß, mit dem er 1980 erneut Vizemeister und 1982 Meister der mexikanischen Liga wurde.
1983 kehrte er zu seinem ersten Verein Club León zurück, in dessen Reihen er seine aktive Laufbahn in der Saison 1983/84 ausklingen ließ. Anfang November 2023 wurde bekannt, dass Salvador Carrillo im Alter von 74 Jahren verstorben ist.

## Erfolge
- Mexikanischer Meister: 1982
- Mexikanischer Pokalsieger: 1971, 1972
- Mexikanischer Supercup: 1971, 1972